# Холле
Холле (нем. Holle) — община в Германии, в земле Нижняя Саксония.
Входит в состав района Хильдесхайм. Население составляет 7327 человек (на 31 декабря 2010 года). Занимает площадь 61,15 км².
Коммуна подразделяется на 10 сельских округов.
| Год  | Население |
| ---- | --------- |
| 1990 | 6333      |
| 1995 | 6721      |
| 2000 | 7014      |
| 2005 | 7393      |
| 2010 | 7401      |

## Известные уроженцы, жители
Бертольд из Голле (нем. Berthold von Holle) — немецкий поэт XIII века.